# Acronychia emarginata
Acronychia emarginata är en vinruteväxtart som beskrevs av Carl Karl Adolf Georg Lauterbach. Acronychia emarginata ingår i släktet Acronychia och familjen vinruteväxter. Inga underarter finns listade i Catalogue of Life.